# 磐田市
磐田市（いわたし）は、静岡県西部（遠州）にある市。人口は約16.5万人。市制施行前は磐田郡の一部だった。
「スポーツのまち」として知られている。Jリーグのジュビロ磐田のホームタウンであり、ジャパンラグビーリーグワンの静岡ブルーレヴズの本拠地である。小中学校のグラウンドの芝生化や、総合型地域スポーツクラブの育成、スポーツによる健康づくりの推進、スポーツ合宿やスポーツ大会の拠点づくりを重要整備としている。磐田スポーツ交流の里・ゆめりあのほかジュビロ磐田や静岡産業大学が本拠地を置くため、市内のいたるところにサッカー場がある。全日本高等学校女子サッカー選手権大会を第13回から第22回まで継続開催している。
｢磐田｣と言う際のイントネーションは、地元では｢い｣にアクセントを置く。｢岩手｣と呼ぶ際と同じアクセントである。

## 地理
静岡県の西部、天竜川の左岸（東側）に位置する。市域の中央部は磐田原台地が南北に広がり、台地を中央を分断するように南北に今之浦川が流れている。台地の東西は崖になっており、西隣の浜松市・東隣の袋井市隣接区域は低地になっている。JR東海道本線が市域を横断している。

### 河川
- 天竜川水系
- 太田川水系
- 中北川水系
  - 今之浦川
  - 仿僧川
  - 安久路川
  - 竜東川

### 湖沼
- 桶ヶ谷沼
- 鶴ヶ池
- 大池

### 海岸
- 遠州灘 - 南海トラフ巨大地震が発生した際には、最大10mの津波が到達することが予想されている[1]。

### 市外局番
豊岡地区を除いた区域は0538（20 - 89 袋井市、周智郡森町と共通・磐田MA）、豊岡地区のみ0539（60 - 63・74・77・90 - 99 豊岡地区内のみ・天竜MA（現在でも名称は変更なし））である。
豊岡地区の市外局番は、2007年3月31日までは浜松市天竜区（当時は政令指定都市移行前）と共通だった。2007年4月1日から、0539エリアのうち天竜区は浜松MA・市外局番053（920 - 959・964 - 973・975・976・978 - 989）に変更となった。このため、同日以降は豊岡地区（天竜MA〈名称は変更なし〉）から市内通話できるのは同地区内だけとなった。

### 都市ガス
本市の都市ガスはサーラエナジーが供給している。

### 人口

磐田市中心部周辺の空中写真。
2020年6月16日撮影の21枚を合成作成。。

| |                                        |  |
| 磐田市と全国の年齢別人口分布（2005年） | 磐田市の年齢・男女別人口分布（2005年） |  |
| ■紫色 ― 磐田市 ■緑色 ― 日本全国 | ■青色 ― 男性 ■赤色 ― 女性              |  |
| 磐田市（に相当する地域）の人口の推移 \| 1970年（昭和45年） \| 111,452人 \| \| \| 1975年（昭和50年） \| 123,069人 \| \| \| 1980年（昭和55年） \| 140,751人 \| \| \| 1985年（昭和60年） \| 150,832人 \| \| \| 1990年（平成2年） \| 157,219人 \| \| \| 1995年（平成7年） \| 162,667人 \| \| \| 2000年（平成12年） \| 166,002人 \| \| \| 2005年（平成17年） \| 170,899人 \| \| \| 2010年（平成22年） \| 168,625人 \| \| \| 2015年（平成27年） \| 167,210人 \| \| \| 2020年（令和2年） \| 166,672人 \| \| |                                        |  |
| 総務省統計局 国勢調査より |                                        |  |
| 1970年（昭和45年） | 111,452人                              |  |
| 1975年（昭和50年） | 123,069人                              |  |
| 1980年（昭和55年） | 140,751人                              |  |
| 1985年（昭和60年） | 150,832人                              |  |
| 1990年（平成2年） | 157,219人                              |  |
| 1995年（平成7年） | 162,667人                              |  |
| 2000年（平成12年） | 166,002人                              |  |
| 2005年（平成17年） | 170,899人                              |  |
| 2010年（平成22年） | 168,625人                              |  |
| 2015年（平成27年） | 167,210人                              |  |
| 2020年（令和2年） | 166,672人                              |  |

### 気候
| 磐田（1991年 - 2020年）の気候      | 磐田（1991年 - 2020年）の気候 | 磐田（1991年 - 2020年）の気候 | 磐田（1991年 - 2020年）の気候 | 磐田（1991年 - 2020年）の気候 | 磐田（1991年 - 2020年）の気候 | 磐田（1991年 - 2020年）の気候 | 磐田（1991年 - 2020年）の気候 | 磐田（1991年 - 2020年）の気候 | 磐田（1991年 - 2020年）の気候 | 磐田（1991年 - 2020年）の気候 | 磐田（1991年 - 2020年）の気候 | 磐田（1991年 - 2020年）の気候 | 磐田（1991年 - 2020年）の気候 |
| 月                                 | 1月                           | 2月                           | 3月                           | 4月                           | 5月                           | 6月                           | 7月                           | 8月                           | 9月                           | 10月                          | 11月                          | 12月                          | 年                            |
| ---------------------------------- | ----------------------------- | ----------------------------- | ----------------------------- | ----------------------------- | ----------------------------- | ----------------------------- | ----------------------------- | ----------------------------- | ----------------------------- | ----------------------------- | ----------------------------- | ----------------------------- | ----------------------------- |
| 最高気温記録 °C （°F）             | 18.3 (64.9)                   | 23.4 (74.1)                   | 25.4 (77.7)                   | 26.4 (79.5)                   | 30.5 (86.9)                   | 35.9 (96.6)                   | 38.0 (100.4)                  | 39.2 (102.6)                  | 37.2 (99)                     | 31.8 (89.2)                   | 26.4 (79.5)                   | 22.8 (73)                     | 39.2 (102.6)                  |
| 平均最高気温 °C （°F）             | 10.8 (51.4)                   | 11.7 (53.1)                   | 14.7 (58.5)                   | 19.0 (66.2)                   | 22.7 (72.9)                   | 25.3 (77.5)                   | 28.8 (83.8)                   | 30.6 (87.1)                   | 28.2 (82.8)                   | 23.6 (74.5)                   | 18.5 (65.3)                   | 13.2 (55.8)                   | 20.6 (69.1)                   |
| 日平均気温 °C （°F）               | 6.2 (43.2)                    | 6.9 (44.4)                    | 10.0 (50)                     | 14.5 (58.1)                   | 18.6 (65.5)                   | 21.8 (71.2)                   | 25.4 (77.7)                   | 26.8 (80.2)                   | 24.1 (75.4)                   | 19.1 (66.4)                   | 13.7 (56.7)                   | 8.5 (47.3)                    | 16.3 (61.3)                   |
| 平均最低気温 °C （°F）             | 2.2 (36)                      | 2.5 (36.5)                    | 5.3 (41.5)                    | 10.0 (50)                     | 14.7 (58.5)                   | 18.8 (65.8)                   | 22.7 (72.9)                   | 23.8 (74.8)                   | 20.7 (69.3)                   | 15.2 (59.4)                   | 9.5 (49.1)                    | 4.4 (39.9)                    | 12.5 (54.5)                   |
| 最低気温記録 °C （°F）             | −4.2 (24.4)                   | −4.8 (23.4)                   | −2.5 (27.5)                   | 1.9 (35.4)                    | 5.9 (42.6)                    | 12.3 (54.1)                   | 16.6 (61.9)                   | 17.5 (63.5)                   | 11.4 (52.5)                   | 5.1 (41.2)                    | 0.2 (32.4)                    | −3.9 (25)                     | −4.8 (23.4)                   |
| 降水量 mm （inch）                 | 52.0 (2.047)                  | 74.7 (2.941)                  | 133.9 (5.272)                 | 158.7 (6.248)                 | 170.3 (6.705)                 | 222.0 (8.74)                  | 195.9 (7.713)                 | 124.6 (4.906)                 | 217.6 (8.567)                 | 195.0 (7.677)                 | 106.0 (4.173)                 | 59.0 (2.323)                  | 1,748 (68.819)                |
| 平均降水日数 （≥1.0 mm）           | 5.4                           | 6.2                           | 9.6                           | 9.7                           | 9.8                           | 12.3                          | 10.4                          | 7.4                           | 11.3                          | 10.2                          | 7.5                           | 5.7                           | 106.5                         |
| 平均月間日照時間                   | 197.4                         | 187.6                         | 195.5                         | 200.3                         | 203.4                         | 147.8                         | 182.3                         | 238.0                         | 168.8                         | 162.2                         | 170.6                         | 188.9                         | 2,242.9                       |
| 出典1：Japan Meteorological Agency |                               |                               |                               |                               |                               |                               |                               |                               |                               |                               |                               |                               |                               |
| 出典2：気象庁                      |                               |                               |                               |                               |                               |                               |                               |                               |                               |                               |                               |                               |                               |

### 隣接している自治体・行政区
静岡県
- 浜松市（中央区（境界の一部が未定）、浜名区、天竜区）
- 袋井市
- 周智郡森町

## 歴史
律令時代以降は遠江国の国府・国分寺が置かれた政治文化の中心都市であった。戦国時代から江戸時代にかけては、東海道宿場町である見付宿があった見付地区が発達した。東海道本線敷設以後は駅が設置された中泉地区も発展。見付と中泉が合併した1942年（昭和17年）以降は郡名に由来した磐田の自治体名で呼ばれることになった。現在は、輸送機器産業を始めとする工業都市であり、隣接する浜松市の衛星都市である。2005年4月1日に、旧磐田市と磐田郡竜洋町、福田町、豊田町、豊岡村が新設合併して現在の磐田市となった。

### 古代
特徴：古墳の時代
- 黒曜石の石器や貝塚が発掘されており、石器時代、縄文時代より人々が生活していた。
- 銚子塚古墳附小銚子塚古墳、御厨古墳群など古墳が多く存在。その規模から、現在の磐田市がこの地方の中心地であったことが示されている。畿内古墳と類似した石室・埴輪が見られる。出土した三角縁神獣鏡は、現在、東京都の国立博物館にある。また成務朝に物部氏の流れを汲む遠淡海国造を設置したとされる。

### 律令時代から室町時代まで
特徴：「遠江府中」の時代、遠江国の中心地
- 律令制度下では遠江国の国府が置かれ、国分寺が建立された。以後室町時代まで、磐田市は「遠江府中」とも呼ばれ、遠江国の中心都市であった。
  - 700年：漆部造道麻呂が遠江国の国司になる。
  - 1158年：平重盛が遠江国の国司として赴任する。
  - 1200年：北条時政が遠江守になる。

### 戦国時代から江戸時代まで
特徴：「見付」の時代、東海道の宿場町

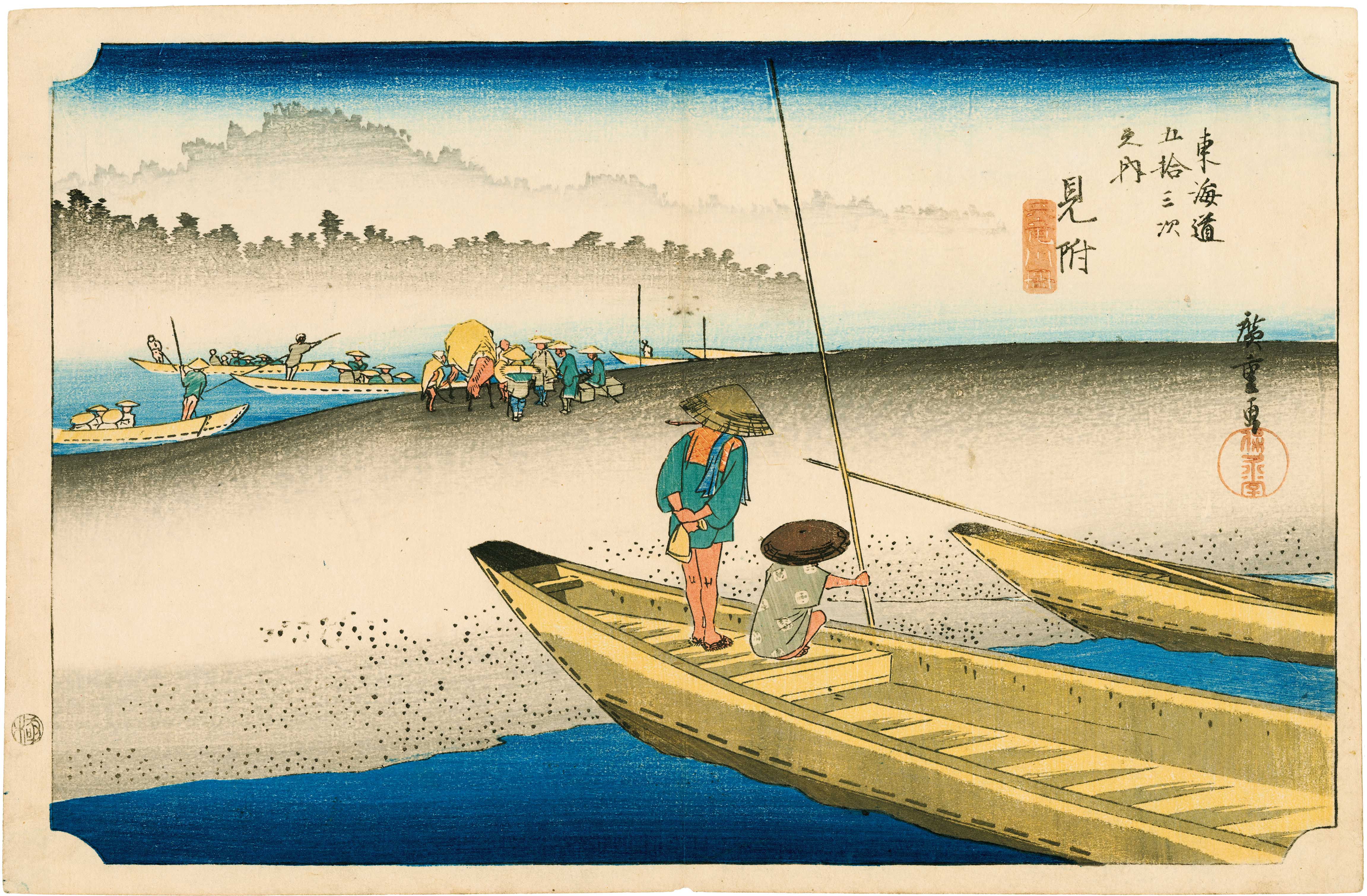
東海道見附宿

- 戦国時代には、徳川家康が城之崎に築城を試みるが、井戸が掘れず途中で中止し、濱松に築城した。これ以後、磐田市は「見附」と呼ばれるようになり、見付は家康の所領であった。家康が江戸に移封された後も、家康との繋がりは深く、現在の磐田駅の南方には、陣屋である中泉御殿が設けられた。御殿東側に中泉陣屋を設けた。
- 江戸時代には、東海道五十三次の一つ・見付宿の宿場町であった。

### 明治時代以後
- 1875年：見付学校が完成した。現存する小学校校舎では、日本最古の木造擬洋風の校舎である。
- 1889年4月1日：町村制の施行により、磐田郡見附宿が単独で磐田郡見付町が、豊田郡中泉町と山名郡二ノ宮村が合併して豊田郡中泉町がそれぞれ発足。
- 1896年4月1日：磐田郡・山名郡および長上郡・豊田郡の一部をもって、改めて磐田郡を設置。中泉町の所属郡が磐田郡に変更。
- 1929年3月1日 : 磐田郡中泉町が、梅原村を編入し、改めて磐田郡中泉町が発足
- 1930年5月30日 - 昭和天皇が静岡県内を行幸。中泉町内は県立中泉農学校を視察[4]。
- 1940年11月1日：磐田郡見付町・中泉町・西貝村・天竜村が合併し、磐田郡磐田町が発足。
- 1948年4月1日：市制施行し、磐田市となる。
- 1955年1月1日：磐田郡大藤村・向笠村・御厨村・南御厨村を編入。（南御厨村の一部は磐田郡福田村に編入）
- 1955年4月1日：磐田郡長野村を編入。
- 1956年1月1日 ：磐田郡岩田村を編入。
- 1956年9月1日：磐田郡田原村を編入。
- 1957年9月1日：磐田郡於保村の一部（浜部・下、大原の一部）を編入。
- 2005年4月1日：（旧）磐田市、磐田郡豊田町・竜洋町・福田町・豊岡村と合併し、改めて磐田市が発足。
- 2023年6月3日：令和5年台風第2号の集中豪雨により敷地川の堤防が決壊、流域が冠水。静岡県が災害救助法の適用を決定した[5]。

### 変遷表
| 1889年4/1                     | 1889年 - 1912年7月29日        | 1889年 - 1912年7月29日        | 1889年 - 1912年7月29日         | 1912年7月30日 - 1926年12月24日 | 1926年12/25 - 1954年          | 1926年12/25 - 1954年          | 1926年12/25 - 1954年             | 1955年 - 1989年1/6                                                                       | 1955年 - 1989年1/6        | 1955年 - 1989年1/6        | 1989年1/7 - 現在          | 1989年1/7 - 現在                              | 現在                     |
| ----------------------------- | ----------------------------- | ----------------------------- | ------------------------------ | ------------------------------ | ----------------------------- | ----------------------------- | -------------------------------- | ---------------------------------------------------------------------------------------- | ------------------------- | ------------------------- | ------------------------- | --------------------------------------------- | ------------------------ |
| 周智郡 奥山村                 | 奥山村                        | 奥山村                        | 奥山村                         | 1925年5月10日 町制改称 水窪町  | 1951年7月1日 磐田郡に編入     | 水窪町                        | 水窪町                           | 水窪町                                                                                   | 水窪町                    | 水窪町                    | 2005年7月1日 浜松市に編入 | 2007年7月1日 政令指定都市に移行 浜松市 天竜区 | 浜松市 天竜区            |
| 周智郡 奥山村                 | 1903年12月1日 分立 城西村     | 城西村                        | 城西村                         | 1951年7月1日 磐田郡に編入      | 1956年9月30日 合併 佐久間町   | 佐久間町                      | 佐久間町                         | 佐久間町                                                                                 | 佐久間町                  | 佐久間町                  | 2005年7月1日 浜松市に編入 | 2007年7月1日 政令指定都市に移行 浜松市 天竜区 | 浜松市 天竜区            |
| 豊田郡 佐久間村               | 佐久間村                      | 1896年4月1日 磐田郡に編入     | 佐久間村                       | 佐久間村                       | 1956年9月30日 合併 佐久間町   | 佐久間町                      | 佐久間町                         | 佐久間町                                                                                 | 佐久間町                  | 佐久間町                  | 2005年7月1日 浜松市に編入 | 2007年7月1日 政令指定都市に移行 浜松市 天竜区 | 浜松市 天竜区            |
| 豊田郡 浦川村                 | 浦川村                        | 1896年4月1日 磐田郡に編入     | 浦川村                         | 1936年11月3日 町制 浦川町      | 1956年9月30日 合併 佐久間町   | 佐久間町                      | 佐久間町                         | 佐久間町                                                                                 | 佐久間町                  | 佐久間町                  | 2005年7月1日 浜松市に編入 | 2007年7月1日 政令指定都市に移行 浜松市 天竜区 | 浜松市 天竜区            |
| 豊田郡 山香村                 | 山香村                        | 1896年4月1日 磐田郡に編入     | 山香村                         | 山香村                         | 1956年9月30日 合併 佐久間町   | 佐久間町                      | 佐久間町                         | 佐久間町                                                                                 | 佐久間町                  | 佐久間町                  | 2005年7月1日 浜松市に編入 | 2007年7月1日 政令指定都市に移行 浜松市 天竜区 | 浜松市 天竜区            |
| 山名郡 幸浦村                 | 幸浦村                        | 1896年4月1日 磐田郡に編入     | 幸浦村                         | 幸浦村                         | 1955年3月31日 合体 浅羽村     | 1956年10月1日 町制 浅羽町     | 浅羽町                           | 浅羽町                                                                                   | 浅羽町                    | 浅羽町                    | 2005年4月1日 編入 袋井市  | 袋井市                                        |                          |
| 山名郡 東浅羽村               | 東浅羽村                      | 1896年4月1日 磐田郡に編入     | 東浅羽村                       | 東浅羽村                       | 1955年3月31日 合体 浅羽村     | 1956年10月1日 町制 浅羽町     | 浅羽町                           | 浅羽町                                                                                   | 浅羽町                    | 浅羽町                    | 2005年4月1日 編入 袋井市  | 袋井市                                        |                          |
| 山名郡 西浅羽村               | 西浅羽村                      | 1896年4月1日 磐田郡に編入     | 西浅羽村                       | 西浅羽村                       | 1955年3月31日 合体 浅羽村     | 1956年10月1日 町制 浅羽町     | 浅羽町                           | 浅羽町                                                                                   | 浅羽町                    | 浅羽町                    | 2005年4月1日 編入 袋井市  | 袋井市                                        |                          |
| 山名郡 上浅羽村               | 上浅羽村                      | 1896年4月1日 磐田郡に編入     | 上浅羽村                       | 上浅羽村                       | 1955年3月31日 合体 浅羽村     | 1956年10月1日 町制 浅羽町     | 浅羽町                           | 浅羽町                                                                                   | 浅羽町                    | 浅羽町                    | 2005年4月1日 編入 袋井市  | 袋井市                                        |                          |
| 小笠郡笠原村 岡崎・山崎の一部 | 小笠郡笠原村 岡崎・山崎の一部 | 小笠郡笠原村 岡崎・山崎の一部 | 小笠郡笠原村 岡崎・山崎の一部  | 小笠郡笠原村 岡崎・山崎の一部  | 小笠郡笠原村 岡崎・山崎の一部 | 小笠郡笠原村 岡崎・山崎の一部 | 小笠郡笠原村 岡崎・山崎の一部    | 小笠郡笠原村 岡崎・山崎の一部                                                            | 1956年9月30日 編入 袋井町 | 1958年11月3日 市制 袋井市 | 2005年4月1日 編入 袋井市  | 袋井市                                        |                          |
| 山名郡 久努村                 | 久努村                        | 1896年4月1日 磐田郡に編入     | 久努村                         | 久努村                         | 久努村                        | 1952年10月10日 編入 袋井町    | 袋井町                           | 袋井町                                                                                   | 1956年9月30日 編入 袋井町 | 1958年11月3日 市制 袋井市 | 2005年4月1日 編入 袋井市  | 袋井市                                        |                          |
| 周智郡久努西村                | 周智郡久努西村                | 周智郡久努西村                | 周智郡久努西村                 | 周智郡久努西村                 | 周智郡久努西村                | 1952年10月10日 編入 袋井町    | 袋井町                           | 袋井町                                                                                   | 1956年9月30日 編入 袋井町 | 1958年11月3日 市制 袋井市 | 2005年4月1日 編入 袋井市  | 袋井市                                        | 1948年9月1日 編入 袋井町 |
| 山名郡 笠西村                 | 笠西村                        | 1896年4月1日 磐田郡に編入     | 笠西村                         | 笠西村                         | 1928年12月15日 編入 袋井町    | 1952年10月10日 編入 袋井町    | 袋井町                           | 袋井町                                                                                   | 1956年9月30日 編入 袋井町 | 1958年11月3日 市制 袋井市 | 2005年4月1日 編入 袋井市  | 袋井市                                        | 1948年9月1日 編入 袋井町 |
| 山名郡 山名町                 | 山名町                        | 1896年4月1日 磐田郡に編入     | 1909年1月1日 改称 袋井町       | 袋井町                         | 1928年12月15日 編入 袋井町    | 1952年10月10日 編入 袋井町    | 袋井町                           | 袋井町                                                                                   | 1956年9月30日 編入 袋井町 | 1958年11月3日 市制 袋井市 | 2005年4月1日 編入 袋井市  | 袋井市                                        | 1948年9月1日 編入 袋井町 |
| 山名郡 田原村                 | 田原村                        | 1896年4月1日 磐田郡に編入     | 田原村                         | 田原村                         | 田原村                        | 田原村                        | 田原村                           | 1956年9月1日 袋井町に編入                                                                | 1956年9月30日 編入 袋井町 | 1958年11月3日 市制 袋井市 | 2005年4月1日 編入 袋井市  | 袋井市                                        |                          |
| 山名郡 田原村                 | 田原村                        | 1896年4月1日 磐田郡に編入     | 田原村                         | 田原村                         | 田原村                        | 田原村                        | 田原村                           | 1956年9月1日 磐田市に編入                                                                | 磐田市                    | 磐田市                    | 2005年4月1日 編入 磐田市  | 磐田市                                        |                          |
| 山名郡 御厨村                 | 御厨村                        | 1896年4月1日 磐田郡に編入     | 御厨村                         | 御厨村                         | 御厨村                        | 御厨村                        | 御厨村                           | 1955年1月1日 磐田市に編入                                                                | 磐田市                    | 磐田市                    | 2005年4月1日 編入 磐田市  | 磐田市                                        | 磐田市                   |
| 山名郡 南御厨村               | 南御厨村                      | 1896年4月1日 磐田郡に編入     | 南御厨村                       | 南御厨村                       | 南御厨村                      | 南御厨村                      | 東新屋・東脇・新出・和口・大立野 | 1955年1月1日 磐田市に編入                                                                | 磐田市                    | 磐田市                    | 2005年4月1日 編入 磐田市  | 磐田市                                        | 磐田市                   |
| 山名郡 南御厨村               | 南御厨村                      | 1896年4月1日 磐田郡に編入     | 南御厨村                       | 南御厨村                       | 南御厨村                      | 南御厨村                      | 蛭池・南島・小島                 | 1955年1月1日 編入 福田町                                                                 | 福田町                    | 福田町                    | 2005年4月1日 編入 磐田市  | 磐田市                                        |                          |
| 山名郡 於保村                 | 於保村                        | 1896年4月1日 磐田郡に編入     | 於保村                         | 於保村                         | 於保村                        | 於保村                        | 於保村                           | 下大之郷・浜部・大原の一部                                                               | 1957年9月1日 磐田市に編入 | 磐田市                    | 2005年4月1日 編入 磐田市  | 磐田市                                        | 磐田市                   |
| 山名郡 於保村                 | 於保村                        | 1896年4月1日 磐田郡に編入     | 於保村                         | 於保村                         | 於保村                        | 於保村                        | 於保村                           | 五十子・南田・太郎馬新田・一色・塩新田・宇兵衛新田・南田伊兵衛新田・清庵新田・大原の一部 | 1957年9月1日 編入 福田町  | 福田町                    | 2005年4月1日 編入 磐田市  | 磐田市                                        | 福田町                   |
| 山名郡 福島村                 | 福島村                        | 1896年4月1日 磐田郡に編入     | 1909年10月31日 町制改称 福田町 | 福田町                         | 福田町                        | 福田町                        | 福田町                           | 1955年3月31日 編入 福田町                                                                | 1957年9月1日 編入 福田町  | 福田町                    | 2005年4月1日 編入 磐田市  | 磐田市                                        | 福田町                   |
| 山名郡 豊浜村                 | 豊浜村                        | 1896年4月1日 磐田郡に編入     | 豊浜村                         | 豊浜村                         | 豊浜村                        | 豊浜村                        | 豊浜村                           | 1955年3月31日 編入 福田町                                                                | 1957年9月1日 編入 福田町  | 福田町                    | 2005年4月1日 編入 磐田市  | 磐田市                                        | 福田町                   |
| 山名郡 西貝村                 | 西貝村                        | 1896年4月1日 磐田郡に編入     | 西貝村                         | 西貝村                         | 1940年11月1日 合併 磐田町     | 磐田町                        | 1948年4月1日 市制 磐田市         |                                                                                          |                           |                           |                           |                                               |                          |
| 磐田郡 見付町                 | 見付町                        | 見付町                        | 見付町                         | 見付町                         | 1940年11月1日 合併 磐田町     | 磐田町                        | 1948年4月1日 市制 磐田市         |                                                                                          |                           |                           |                           |                                               |                          |
| 豊田郡 中泉町                 | 1889年10月1日 編入 中泉町     | 1896年4月1日 磐田郡に編入     | 中泉町                         | 1929年3月1日 編入 中泉町       | 1940年11月1日 合併 磐田町     | 磐田町                        | 1948年4月1日 市制 磐田市         |                                                                                          |                           |                           |                           |                                               |                          |
| 豊田郡 梅原村                 | 1889年10月1日 編入 中泉町     | 1896年4月1日 磐田郡に編入     | 中泉町                         | 1929年3月1日 編入 中泉町       | 1940年11月1日 合併 磐田町     | 磐田町                        | 1948年4月1日 市制 磐田市         |                                                                                          |                           |                           |                           |                                               |                          |
| 梅原村                        | 梅原村                        | 1896年4月1日 磐田郡に編入     |                                | 1929年3月1日 編入 中泉町       | 1940年11月1日 合併 磐田町     | 磐田町                        | 1948年4月1日 市制 磐田市         |                                                                                          |                           |                           |                           |                                               |                          |
| 豊田郡 天竜村                 | 天竜村                        | 1896年4月1日 磐田郡に編入     | 天竜村                         | 天竜村                         | 1940年11月1日 合併 磐田町     | 磐田町                        | 1948年4月1日 市制 磐田市         |                                                                                          |                           |                           |                           |                                               |                          |

## 行政
市長
- 草地博昭

| 代    | 氏名     | 就任年月日    | 退任年月日    | 備考       |
| ----- | -------- | ------------- | ------------- | ---------- |
| 初代  | 鈴木望   | 2005年4月24日 | 2009年4月23日 | 旧磐田市長 |
| 2-4代 | 渡部修   | 2009年4月24日 | 2021年4月23日 |            |
| 5代   | 草地博昭 | 2021年4月24日 | 現職          |            |

市役所
市役所支所：福田支所、竜洋支所、豊田支所、豊岡支所

## 議会

### 静岡県議会
- 選挙区：磐田市選挙区
- 定数：3人
- 任期：2019年4月30日 - 2023年4月29日
- 投票日：2019年4月7日
- 当日有権者数：134,478人
- 投票率：46.93％

| 候補者名 | 当落 | 年齢 | 党派名     | 新旧別 | 得票数   |
| -------- | ---- | ---- | ---------- | ------ | -------- |
| 江間治人 | 当   | 58   | 自由民主党 | 現     | 16,575票 |
| 野崎正蔵 | 当   | 55   | 自由民主党 | 現     | 15,448票 |
| 沢田智文 | 当   | 49   | 無所属     | 新     | 15,137票 |
| 川崎和子 | 落   | 59   | 無所属     | 新     | 15,038票 |

## 地区
2005年の合併時に磐田市大原と福田町大原及び磐田市一言と豊田町一言は区域を統合した。その他、町名を変更した所もある。また、岩井は見付地区と向笠地区にまたがる。

### 磐田地区
- 見付（みつけ）地区
  - 岩井（いわい）の一部
  - 富士見町（ふじみちょう）
  - 富士見台（ふじみだい）
  - 水堀（みずほり）
  - 見付（みつけ）：（一番町（いちばんちょう）、梅屋町（うめやちょう）、加茂川通（かもがわどおり）、河原町（かわらちょう）、北見町（きたみちょう）、権現町（ごんげんちょう）、幸町（さいわいちょう）、宿町（しゅくまち）、清水町（しみずちょう）、新通町（しんどおりちょう）、地脇町（じわきちょう）、住吉町（すみよしちょう）、天王町（てんのうちょう）、中川町（なかがわちょう）、西坂町（にしざかちょう）、二番町（にばんちょう）、馬場町（ばばちょう）、東坂町（ひがしざかちょう）、富士見町（ふじみちょう）、美登里町（みどりちょう）、元倉町（もとくらちょう）、元宮町（もとみやちょう）、元天神町（もとてんじんちょう））
  - 緑ケ丘（みどりがおか）
  - 元天神町（もとてんじんちょう）

- 中泉（なかいずみ）地区
  - 大泉町（おおいずみちょう）
  - 国府台（こうのだい）：旭ケ丘（あさひがおか）、泉町（いずみちょう）、久保町（くぼちょう）、坂上町（さかのうえちょう）、桜ケ丘（さくらがおか）、中央町（ちゅうおうちょう）、西新町（にししんまち）、本町（ほんまち）
  - 中泉（なかいずみ）：石原町（いしはらちょう）、久保町（くぼちょう）、御殿（ごてん）、栄町（さかえちょう）、坂上町（さかのうえちょう）、田町（たまち）、中央町（ちゅうおうちょう）、中町（なかまち）、西町（にしまち）、西新町（にししんまち）
  - 中泉（なかいずみ）：一丁目～四丁目
  - 鳥之瀬（とりのせ）
  - 二之宮（にのみや）
  - 二之宮浅間（にのみやせんげん）
  - 二之宮東（にのみやひがし）
  - 一言（ひとこと）の一部

- 今之浦（いまのうら）地区
  - 今之浦（いまのうら）：一丁目～五丁目
- 天竜（てんりゅう）地区
  - 上大之郷（かみおおのごう）
  - 上岡田（かみおかた）
  - 北島（きたじま）
  - 下岡田（しもおかた）
  - 千手堂（せんずどう）
  - 天龍（てんりゅう）
  - 豊島（とよしま）
  - 中野（なかの）
  - 万正寺（まんしょうじ）
- 大藤（おおふじ）地区
  - 大久保（おおくぼ）
  - 藤上原（ふじかんばら）
  - 平松掛下入作（ひらまつかけしたいりさく）
- 向笠（むかさ）地区
  - 岩井（いわい）の一部
  - 笠梅（かさうめ）
  - 篠原（しのわら）
  - 向笠新屋（むかさあらや）
  - 向笠竹之内（むかさたけのうち）
  - 向笠西（むかさにし）

- 御厨（みくりや）地区
  - 大立野（おおだての）
  - 鎌田（かまだ）
  - 新貝（しんがい）
  - 新貝（しんがい）：一丁目～三丁目
  - 稗原（ひえばら）
  - 東貝塚（ひがしかいづか）
- 南御厨（みなみみくりや）地区
  - 新出（しんで）
  - 東新町（とうしんちょう）：一丁目～三丁目
  - 東新屋（ひがしあらや）
  - 東脇（ひがしわき）
  - 和口（わぐち）
- 長野（ながの）地区
  - 新島（あらしま）
  - 刑部島（ぎょうぶじま）
  - 草崎（くささき）
  - 小島（こじま）
  - 鮫島（さめじま）
  - 白拍子（しらびょうし）
  - 真光寺（しんこうじ）
  - 長須賀（ながすか）
  - 長野（ながの）
  - 野箱（のばこ）
  - 前野（まえの）
- 岩田（いわた）地区
  - 匂坂上（さぎさかかみ）
  - 匂坂新（さぎさかしん）
  - 匂坂中（さぎさかなか）
  - 寺谷（てらだに）
  - 寺谷新田（てらだにしんでん）

- 西貝（にしかい）地区
  - 安久路（あくろ）：一丁目、二丁目
  - 上南田（かみみなみだ）
  - 城之崎（きのさき）：一丁目～四丁目
  - 西貝塚（にしかいづか）
  - 西之島（にしのしま）
  - 東山（ひがしやま）
- 田原（たはら）地区
  - 玉越（たまこし）
  - 西島（にしじま）
  - 彦島（ひこじま）
  - 三ケ野（みかの）
  - 三ケ野台（みかのだい）
  - 明ケ島（みょうがじま）
  - 明ケ島原（みょうがじまばら）
- 於保（おほ）地区
  - 大和田（おおわだ）
  - 大原（おおわら）の一部
  - 下大之郷（しもおおのごう）
  - 浜部（はまべ）

### 豊田地区
- 富岡（とみおか）地区
  - 加茂（かも）
  - 東名（とうめい）
  - 富里（とみさと）
- 豊田東（とよだひがし）地区
  - 高見丘（たかみがおか）
  - 富丘（とみがおか）
  - 東原（ひがしばら）
- 池田（いけだ）地区
  - 池田（いけだ）

- 井通（いどおり）地区
  - 上新屋（かみあらや）
  - 上万能（かみまんのう）
  - 源平新田（げんべいしんでん）
  - 小立野（こだての）
  - 豊田（とよだ）
  - 豊田西之島（とよだにしのしま）
  - 中田（なかだ）
  - 長森（ながもり）
  - 一言（ひとこと）の一部
  - 森下（もりした）
  - 弥藤太島（やとうたじま）

- 青城（せいじょう）地区
  - 赤池（あかいけ）
  - 海老塚（えびつか）
  - 上本郷（かみほんごう）
  - 気子島（けごじま）
  - 笹原島（ささはらじま）
  - 下本郷（しもほんごう）
  - 下万能（しもまんのう）
  - 立野（たての）
  - 宮之一色（みやのいっしき）
  - 森岡（もりおか）
  - 森本（もりもと）

### 竜洋地区
- 東（ひがし）地区
  - 請負新田（うけおいしんでん）
  - 海老島（えびじま）
  - 大中瀬（おおなかぜ）
  - 岡（おか）
  - 小中瀬（こなかぜ）
  - 駒場（こまば）
  - 須恵新田（すえしんでん）
  - 飛平松（とびひらまつ）
  - 中平松（なかひらまつ）
  - 西平松（にしひらまつ）
  - 浜新田（はましんでん）
  - 東平松（ひがしひらまつ）
  - 南平松（みなみひらまつ）
  - 竜洋稗原（りゅうようひえばら）

- 西（にし）地区
  - 掛塚（かけつか）：蟹町（かにまち）、新町（しんまち）、砂町（すなまち）、大当町（だいとうまち）、横町（よこまち）
  - 川袋（かわぶくろ）
  - 十郎島（じゅうろうじま）
  - 白羽（しろわ）
  - 豊岡（とよおか）：内名（うちみょう）、江口（えぐち）、金洗（かねあらい）、敷地（しきじ）、西堀（にしぼり）、吹上（ふきあげ）

- 北（きた）地区
  - 高木（たかぎ）
  - 平間（ひらま）
  - 堀之内（ほりのうち）
  - 松本（まつもと）
  - 宮本（みやもと）
  - 竜洋中島（りゅうようなかじま）

### 福田地区
- 福田中（ふくでなか）地区
  - 下太（しもふと）
  - 福田（ふくで）の一部
  - 福田中島（ふくでなかじま）の一部
- 福田南（ふくでみなみ）地区
  - 福田（ふくで）の一部
  - 福田中島（ふくでなかじま）の一部

- 西部（せいぶ）地区
  - 一色（いっしき）
  - 大原（おおわら）の一部
  - 宇兵衛新田（うへえしんでん）
  - 塩新田（しおしんでん）
  - 清庵新田（せいあんしんでん）
  - 太郎馬新田（たろましんでん）
  - 南田（みなみだ）
  - 南田伊兵衛新田（みなみだいへえしんでん）

- 北部（ほくぶ）地区
  - 五十子（いかご）
  - 東小島（ひがしこじま）
  - 蛭池（ひるいけ）
  - 南島（みなみしま）
- 豊浜（とよはま）地区
  - 豊浜（とよはま）
  - 豊浜中野（とよはまなかの）

### 豊岡地区
- 豊岡北（とよおかきた）地区
  - 上野部（かみのべ）
  - 合代島（ごうだいじま）
  - 下野部（しものべ）
  - 新開（しんかい）

- 豊岡南（とよおかみなみ）地区
  - 壱貫地（いっかんじ）
  - 掛下（かけした）
  - 上神増（かみかんぞ）
  - 神増（かんぞ）
  - 下神増（しもかんぞ）
  - 惣兵衛下新田（そうべえしもしんでん）
  - 平松（ひらまつ）
  - 松之木島（まつのきじま）
  - 三家（みつえ）
  - 社山（やしろやま）

- 豊岡東（とよおかひがし）地区
  - 家田（いえた）
  - 岩室（いわむろ）
  - 大平（おいだいら）
  - 大当所（おおとうしょ）
  - 敷地（しきじ）
  - 万瀬（まんぜ）
  - 虫生（むしゅう）

## 経済・産業

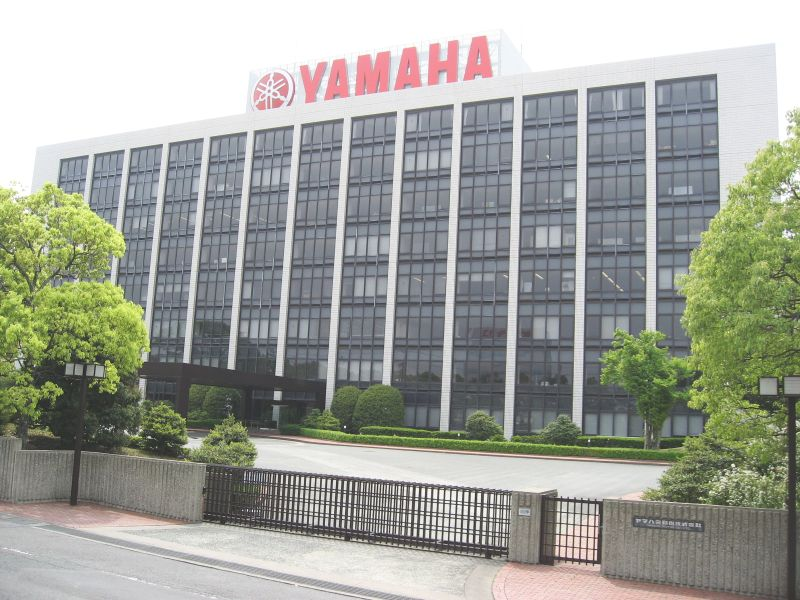
ヤマハ発動機本社

### 第一次産業
1926年（大正15年）頃から水田をメロン畑に転用、温室メロン（マスクメロン、磐田メロンと呼ばれる）の生産が始まった。このほか緑茶の生産も行われている。
2005年の豊岡村、福田町、竜洋町、豊田町との合併により、白葱、シラス、海老芋などが主要な農水産物となっている。

### 第二次産業
ヤマハ発動機やスズキのオートバイ・自動車工場、河合楽器製作所や東洋ピアノ製造のピアノ工場、浜松ホトニクスの電子管、半導体製造工場がある。
また、地場産業であるベルベット・コーデュロイといった繊維産業、その他に香料（高砂香料工業）などの産業もある。

### 第三次産業
磐田市の商業は、隣接する政令指定都市である浜松市の影響などから、人口に対しては商業集積規模が小さめである。近年は、浜松市などと同様に中心市街地の衰退が問題となっている。磐田市内の商業が集積している地域は、今之浦や上岡田などがある。大規模店舗としてはアピタ磐田店やららぽーと磐田が出店している。

## 施設

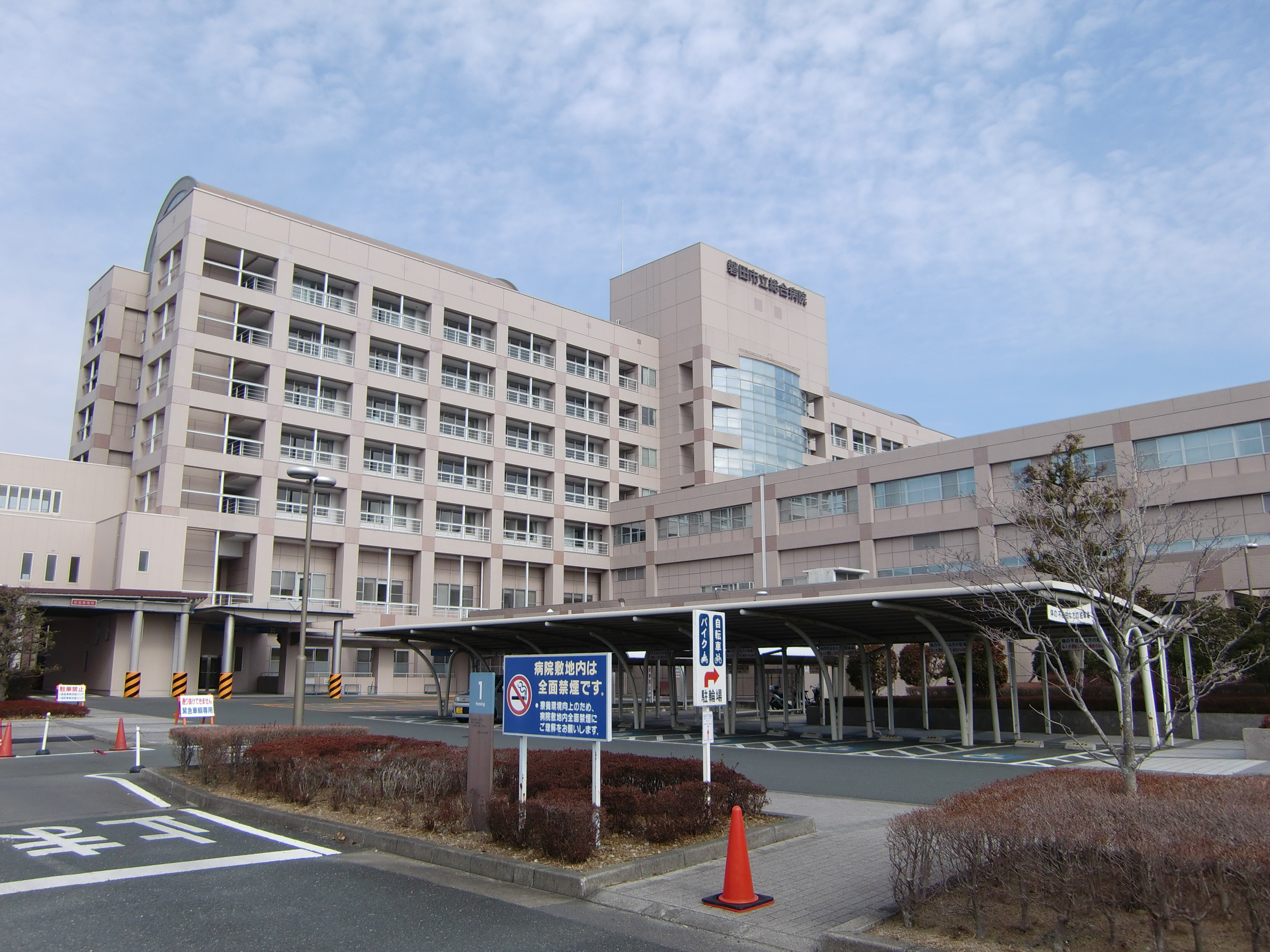
磐田市立総合病院

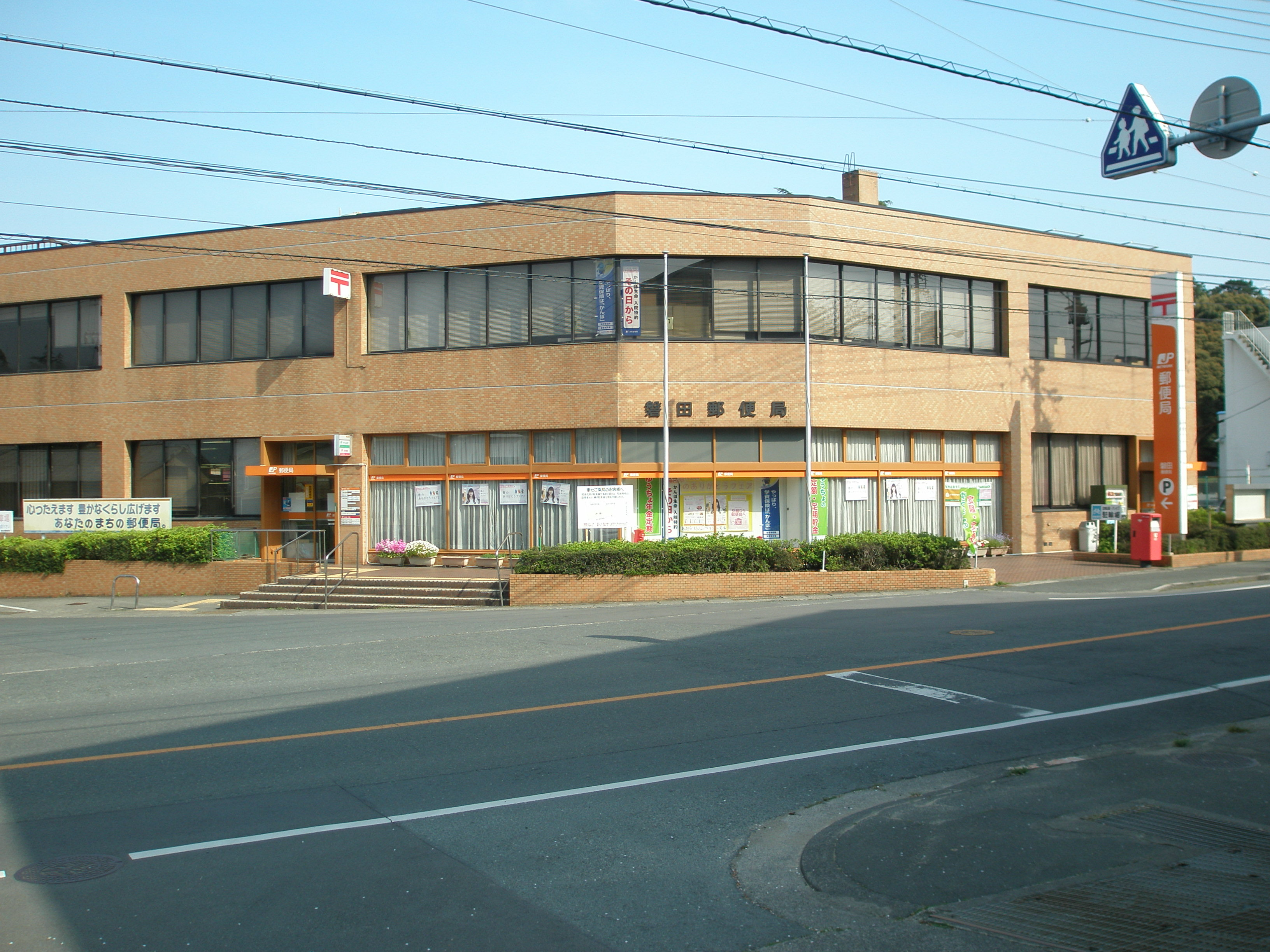
磐田郵便局

### 警察
- 静岡県磐田警察署

交番
- 豊岡交番（上神増）
- 向陽交番（向笠竹之内）
- 磐田駅前交番（中泉）
- 磐田南部交番（千手堂）
- 豊田交番（森岡）
- 西貝交番（西貝塚）
- 福田交番（福田）
- 竜洋交番（豊岡）

駐在所
- 御厨警察官駐在所（鎌田）
- 富岡警察官駐在所（富里）
- 十束警察官駐在所（堀之内）

### 消防
本部
- 磐田市消防本部

消防署
- 磐田市消防署（今之浦）

分遣所
- 東部分遣所（岩井）
- 福田分遣所（南島）
- 竜洋分遣所（白羽）
- 豊田分遣所（森岡）
- 豊岡分遣所（合代島）

### 医療
- 磐田市立総合病院

### 図書館
- 磐田市立図書館

### 郵便局
- 磐田郵便局

### 文化施設
- 磐田市民文化会館「かたりあ」
- 磐田市竜洋なぎの木会館

### 交流センター
すべての交流センターで、開館時間は8:30～21:30、休館日は月曜・祝日（月曜が祝日の場合は翌日も含む）・年末年始。ソフトボール1面またはサッカー1面のグラウンドやバレーボール1面の体育館が併設されている場合もある。
| 名称                 | 住所                  | グラウンド・体育館                                          |
| -------------------- | --------------------- | ----------------------------------------------------------- |
| 岩田交流センター     | 磐田市匂坂中615-1     | グラウンド・体育館（磐田市匂坂中615-1）                     |
| 大藤交流センター     | 磐田市大久保279-2     | グラウンド（磐田市大久保406-6） 体育館（磐田市大久保250-6） |
| 向笠交流センター     | 磐田市向笠竹之内372-1 | 体育館（磐田市向笠竹之内372-1）                             |
| 田原交流センター     | 磐田市三ケ野1045-3    | グラウンド・体育館（磐田市彦島396）                         |
| 御厨交流センター     | 磐田市鎌田1876        | グラウンド・体育館（磐田市鎌田1876）                        |
| 南御厨交流センター   | 磐田市東新屋613       | グラウンド・体育館（磐田市東新屋613）                       |
| 西貝交流センター     | 磐田市西貝塚1377-5    | グラウンド・体育館（磐田市西貝塚1377-5）                    |
| 南交流センター       | 磐田市下岡田142-1     | グラウンド（磐田市大原1623-9） 体育館（磐田市下岡田142-1）  |
| 長野交流センター     | 磐田市小島374         | グラウンド・体育館（磐田市小島374）                         |
| 見付交流センター     | 磐田市見付2385-10     | 体育館（磐田市見付2385-10）                                 |
| 中泉交流センター     | 磐田市中泉2404-1      | 体育館（磐田市中泉2404-1）                                  |
| ふれあい交流センター | 磐田市国府台493-1     | -                                                           |
| 福田中央交流センター | 磐田市福田1587-1      | -                                                           |
| 福田南交流センター   | 磐田市福田5489-2      | -                                                           |
| 豊浜交流センター     | 磐田市豊浜2921-1      | -                                                           |
| 竜洋交流センター     | 磐田市岡783-1         | -                                                           |
| 富岡交流センター     | 磐田市加茂3           | -                                                           |
| 池田交流センター     | 磐田市池田407-1       | -                                                           |
| 井通交流センター     | 磐田市弥藤太島500-1   | -                                                           |
| 青城交流センター     | 磐田市立野156-1       | -                                                           |
| 豊田東交流センター   | 磐田市高見丘99-1      | -                                                           |
| 豊岡中央交流センター | 磐田市壱貫地76-5      | -                                                           |
| 豊岡東交流センター   | 磐田市敷地1187-3      | 体育館（磐田市敷地1187-3）                                  |

### スポーツ施設
- ヤマハスタジアム
- 磐田スポーツ交流の里ゆめりあ
- 磐田城山球場
- 磐田市陸上競技場
- ラリーナ（卓球場、アーチェリー場）[8][9]

## 姉妹都市・提携都市

### 海外
姉妹都市
- ダグバン市（フィリピン共和国パンガシナン州）
1975年（昭和50年）2月19日 姉妹都市提携
- マウンテンビュー市（アメリカ合衆国カリフォルニア州）
1976年（昭和51年）6月4日 姉妹都市提携

### 国内
提携都市
- 駒ヶ根市（長野県）
  - 1967年（昭和42年）1月12日 友好都市提携。
- 喬木村（長野県下伊那郡）
  - 1983年（昭和58年）11月21日 旧竜洋町と友好都市提携。
- 伊那市（長野県）
  - 1984年（昭和59年）8月1日 旧福田町が旧上伊那郡長谷村と友好都市提携。
- 中野市（長野県）
  - 2003年（平成15年）5月3日 旧豊田町が旧下水内郡豊田村と友好都市提携。

その他
- 外国人集住都市会議
静岡県浜松市が中心に呼びかけ、日本国内の外国人が多く住む街の自治体や国際交流協会などが集まり、外国人住民が多数居住する都市の行政と地域の国際交流のために設立された組織。

## スポーツチーム

### サッカーチーム
・ジュビロ磐田（Jリーグ）
ホームスタジアム：ヤマハスタジアム、エコパスタジアム

### ラグビーチーム
・静岡ブルーレヴズ（ジャパンラグビーリーグワン）
ホームスタジアム：ヤマハスタジアム

## 教育

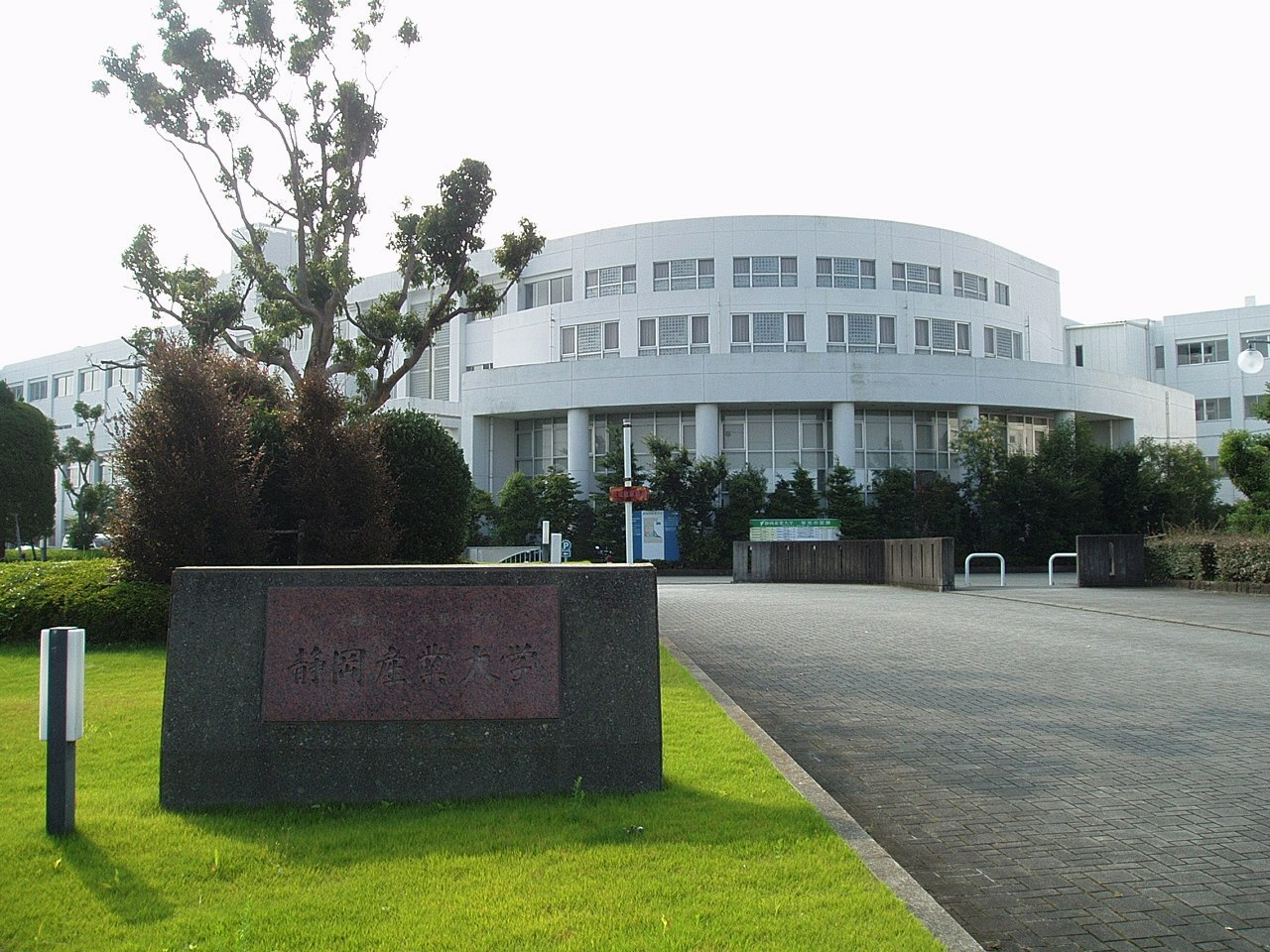
静岡産業大学

### 大学
私立
- 静岡産業大学（学校法人新静岡学園）

### 専門職大学
県立
- 静岡県立農林環境専門職大学

### 専門職短期大学
県立
- 静岡県立農林環境専門職大学短期大学部

### 高等学校
県立
- 静岡県立磐田南高等学校
- 静岡県立磐田西高等学校
- 静岡県立磐田北高等学校
- 静岡県立磐田農業高等学校

私立
- 磐田東学園磐田東高等学校

### 中学校
県立
- 静岡県立ふじのくに中学校（夜間中学校）

市立
- 磐田市立磐田第一中学校
- 磐田市立向陽中学校
- 磐田市立城山中学校
- 磐田市立神明中学校

- 磐田市立南部中学校
- 磐田市立福田中学校
- 磐田市立竜洋中学校
- 磐田市立豊田中学校

- 磐田市立豊田南中学校
- 磐田市立豊岡中学校
- 磐田東学園磐田東中学校

### 小学校
市立
- 磐田市立磐田北小学校
- 磐田市立岩田小学校
- 磐田市立磐田中部小学校
- 磐田市立磐田西小学校
- 磐田市立磐田南小学校
- 磐田市立大藤小学校
- 磐田市立田原小学校
- 磐田市立東部小学校

- 磐田市立長野小学校
- 磐田市立富士見小学校
- 磐田市立向笠小学校
- 磐田市立豊浜小学校
- 磐田市立福田小学校
- 磐田市立竜洋北小学校
- 磐田市立竜洋西小学校
- 磐田市立竜洋東小学校

- 磐田市立青城小学校
- 磐田市立豊田東小学校
- 磐田市立豊田北部小学校
- 磐田市立豊田南小学校
- 磐田市立豊岡南小学校
- 磐田市立豊岡東小学校
- 磐田市立豊岡北小学校

### 特別支援学校
県立
- 静岡県立浜松特別支援学校磐田分校
- 静岡県立袋井特別支援学校磐田見付分校

### 職業能力開発校
- 中遠建築高等職業訓練校

## 交通

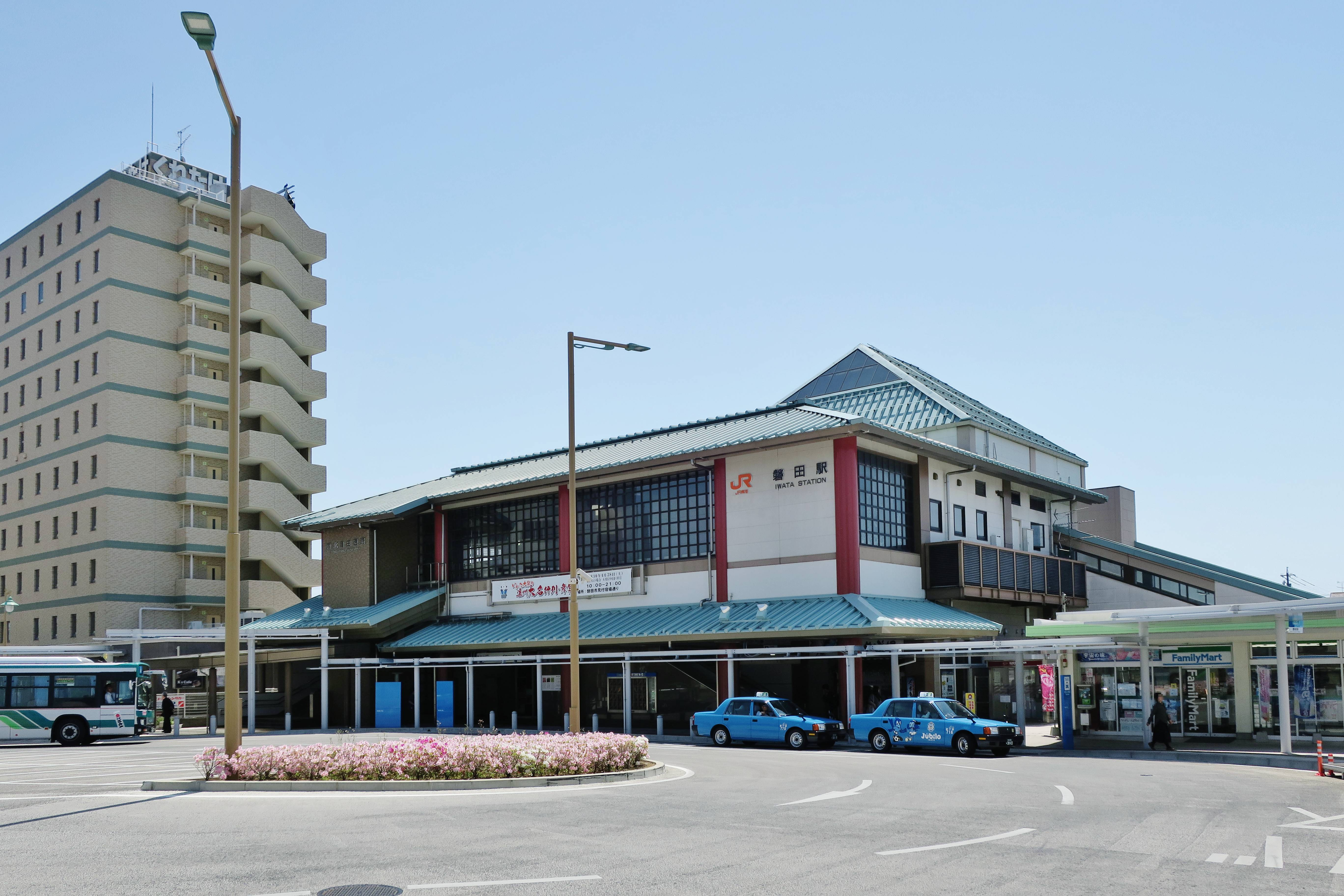
磐田駅

東海道本線や東名高速道路、国道1号といった東西日本を結ぶ大動脈が通過する。

### 空港
- 静岡空港 - 県内の牧之原市・島田市に静岡空港が2009年6月に開港した。磐田市から自家用車で片道約40分で行くことができる。
- 中部国際空港 - 愛知県常滑市にある国際空港。磐田市からは自家用車で片道約1時間30分で行くことができる。

### 鉄道
市の中心となる駅：磐田駅
東海旅客鉄道（JR東海）
- CA 東海道本線：御厨駅 - 磐田駅 - 豊田町駅

天竜浜名湖鉄道（THR）
- ■天竜浜名湖線：敷地駅 - 豊岡駅 - 上野部駅

#### 過去に存在していた鉄道
- 光明電気鉄道（1928年（昭和3年）～1935年（昭和10年））

### 路線バス
- 遠鉄バス
- 自主運行バス磐田線
  - 磐田市・袋井市・森町が秋葉バスサービスに委託して運行している路線。磐田駅と森町を結んでいる。平日のみ運行。
- 磐田市生活バス路線「掛塚磐田駅線」
  - 磐田市が浜松バスに委託して運行している路線。千手堂系統・とつか系統・北高系統の3系統がある。日祝日と年末年始は全便運休。現金のほか、PayPayでの支払いが可能。

### デマンド型乗合タクシー「お助け号」
- 磐田中央線
- 磐田東部線
- 磐田南部線
- 磐田北部線
- 豊田線
- 竜洋線
- 福田線
- 豊岡線

### 道路
高速道路
- 東名高速道路
  - （袋井市） - 磐田IC - 遠州豊田PA - （浜松市）
- 新東名高速道路
  - （周智郡森町） - 新磐田スマートIC - （浜松市）

一般国道
- 国道1号
  - 袋井バイパス
  - 磐田バイパス
- 国道150号

主要地方道
- 静岡県道40号掛川天竜線
- 静岡県道43号磐田福田線
- 静岡県道44号磐田天竜線
- 静岡県道56号磐田停車場線
- 静岡県道61号浜北袋井線
- 静岡県道86号磐田インター線

一般県道
- 静岡県道255号中野諸井線
- 静岡県道258号豊浜磐田線
- 静岡県道259号磐田竜洋線
- 静岡県道260号磐田停車場長野線
- 静岡県道261号磐田細江線
- 静岡県道262号豊田竜洋線
- 静岡県道277号磐田山梨線
- 静岡県道283号横川磐田線
- 静岡県道343号上野部豊田竜洋線
- 静岡県道374号浜松袋井線
- 静岡県道403号磐田掛川線
- 静岡県道413号磐田袋井線

## 名所・旧跡・観光スポット・祭事・催事

### 名所・旧跡
- 医王寺
- 玄妙寺
- 遠江国国分寺跡（中央町）
- 宣正寺
- 養福寺
- 見性寺
- 西光寺
- 淡海國玉神社（総社）
- 矢奈比賣神社（見付天神）
- 府八幡宮（中央町）
- 鹿苑神社
- 東海道見附宿
- 新豊院山古墳群
- 寺谷銚子塚古墳
- 御厨古墳群
- 堂山古墳群
- 一の谷墳墓群遺跡
- 熊野の長フジ - 国の天然記念物
- 貴船神社
- 旧見付学校
- 大円寺
- 秋葉山常夜灯

### 観光スポット
公園
- つつじ公園
- 竜洋海洋公園
  - 掛塚灯台
- 竜洋昆虫自然観察公園 - 1998年に開園した昆虫館で、静岡県では唯一の公立昆虫展示施設である[10]。公園職員で「ゴキブリスト」の異名を持つ柳澤静磨[11]からの発案がきっかけで2018年度から開始した「ゴキブリ展」などの企画が話題を呼び、未就学児や小学生親子だけでなく、成人を中心とした新たな昆虫ファンからも人気を集めている[10]。
- はまぼう公園

スポーツ施設
磐田スポーツ交流の里ゆめりあ
スタジアム
その他
- 旧見付学校
- ヤマハ・コミュニケーションプラザ
- 旧赤松家記念館
- 渚の交流館
- 香りの博物館
- 桶ヶ谷沼

### 祭事・催事
- 熊野の長藤まつり（4月終 - 5月初）
- やかたまつり（8月第1日）
- 見付天神裸祭（旧暦8月10日前後、国指定重要無形民俗文化財[12]）
- 中泉府八幡宮祭典（10月第1土日）
- 天白神社祭典（10月第2土日）
- 掛塚貴船神社祭礼（10月第3土日）

## 民話

しっぺい

- 鬼退治

長野県の習焼神社に伝わる伝承では、諏訪大社の祭神建御名方神と八坂刀売神の子須波若彦命が一族を引き連れて見付の鬼退治（開拓）したとされ、現在は須波若御子神社（淡海國玉神社に合祀）に祀られているという。
- 悉平太郎

見付天神社の裸祭りの由来には、「猿神退治」の類型で知られる人身御供伝承がある。見付天神社では、毎年祭りの時期になると白羽の矢が飛び娘を生贄に差し出していたが、室町時代の延慶年間に旅の僧侶が信濃国赤穂村（長野県駒ヶ根市）の光前寺から悉平太郎（しっぺいたろう）と呼ばれる霊犬を連れ怪物を退治し、裸祭りは怪物退治を歓喜した起こったのが始まりであるという。
悉平太郎は猿神退治伝承のなかで東日本で類例が多く、駒ヶ根では早太郎（はやたろう）の名で呼ばれる。光前寺は天台宗寺院であるため修験系の民間宗教社を通じて両社の間で説話の流布が行われたと考えられているが、光前寺の古記録では霊犬が怪物退治を行ったとする説話は見られるが人身供養については初見資料が近世に至るまで見られず、御霊信仰を基盤に説話化されて成立したものであると考えられている。
磐田市のキャラクター「しっぺい」は、この民話が元となっている。

## 静岡いわたPR大使
磐田市の認知度およびイメージの向上、市民の市への愛着や誇りを醸成することを目的とし、2022年に創設された。

### 「静岡いわたPR大使」一覧
AKIRA (EXILE)　(ダンスパフォーマー)
椎木隆太 (株式会社ディー・エル・イー 創業者兼最高執行責任者)
椎木里佳 (株式会社AMF代表取締役社長)
鈴木利幸 (株式会社ユナイテッドラウンジ 代表取締役)
山下康介 (作曲家・編曲家)
水谷隼 (元プロ卓球選手)
伊藤美誠 (プロ卓球選手)
奥村翔 (静岡ブルーレヴズ)
森岡陸 (ジュビロ磐田)

## 著名な出身者

### 政財界
- 柴田善三郎（第二十二代大阪府知事（官選）、元貴族院勅選議員）
- 竹山祐太郎（第三代静岡県知事、元建設大臣）
- 草地博昭（磐田市長、元磐田市議会議員）
- 黒須康宏（ロイヤルホールディングス社長）
- 村上太三郎（実業家・衆議院議員）[13]
- 塚本俊雄（元東京都目黒区長）

### 学術
- 鈴木武樹（ドイツ文学者）
- 松下大三郎（国語学者）

### 芸術
- 青木康直（アニメ演出家）
- かまちよしろう（漫画家）
- 鈴木卓爾（脚本家・俳優・映画監督）
- 鈴木利幸（映像ディレクター）
- すずきB（放送作家）
- 寺田浩晃（漫画家）
- 中根金作（造園家）
- 宮永岳彦（画家）
- 福田半香（南画家）
- 山下康介 (作曲家・編曲家)

### 芸能
- 井坂俊哉（俳優）
- 加藤健一（俳優）
- 野久保直樹（俳優・羞恥心）
- 大島明美（女優）
- 三遊亭圓王（落語家）
- 三笑亭可風（落語家）
- アツミサオリ（シンガーソングライター）
- keison（シンガーソングライター）
- 織田美海（歌手）
- シータθ（歌手）
- ヴィレッジ（お笑い芸人）
- ゲッターズ飯田（占い師、タレント）
- EXILE AKIRA（EXILE・パフォーマー）
- 北剛彦（INSPi）
- 山縣苑子（アナウンサー）
- 小嶋健太（静岡放送アナウンサー）
- 古橋拓真（アナウンサー）
- 神谷梨絵（レースクイーン）
- 上矢えり奈（グラビアアイドル）
- ghoma（カミナリグモ・キーボーディスト）
- 長澤まさみ（女優）
- 深川麻衣（女優）（元乃木坂46・現在テンカラット所属）[14]
- 草薙航基 (宮下草薙・お笑い芸人)
- 萩田帆風（SUPER☆GiRLS・アイドル）

### スポーツ
- 鈴木平（元プロ野球選手・ヤクルトスワローズ - オリックス・ブルーウェーブ - 中日ドラゴンズ - 福岡ダイエーホークス）
- 種茂雅之（元プロ野球選手・東映フライヤーズ - 阪急ブレーブス）
- 吉田道（元プロ野球選手・近鉄バファローズ）
- 林昌樹（元プロ野球選手・広島東洋カープ）
- 鈴木寛樹（元プロ野球選手・横浜ベイスターズ）
- 赤塚健利（プロ野球選手・広島東洋カープ）
- 笹垣亮介（元サッカー選手・愛媛FC）
- 笹垣拓也（元サッカー選手・藤枝MYFC）
- 藤原健介（サッカー選手・ジュビロ磐田）
- 松下太輔（元サッカー選手・ジュビロ磐田、ヴァンフォーレ甲府GKコーチ）
- 森岡陸（サッカー選手・ジュビロ磐田）
- 栗田泰次郎（元サッカー選手・鹿島アントラーズ)
- 遠州洋悠仁（大相撲力士・北の湖部屋）
- 水谷隼（元卓球選手・東京五輪金メダリスト）
- 伊藤美誠（卓球選手・東京五輪金メダリスト）
- 溝口紀子（柔道家・バルセロナ五輪銀メダリスト）
- 寺田登（水泳選手）
- 藤本冨良（元騎手）
- 新田康仁（競輪選手）
- 杉浦はる香（陸上競技選手）

### その他
- 青山士（土木技術者）
- 佐藤六平（社会活動家、政治家）
- 長谷川貞雄（海軍軍人）
- こんちゅうクン（竜洋昆虫自然観察公園職員、浜松市出身、磐田市在住）

### ゆかりの人物
- 赤松則良（政治家、貴族院議員）
- 前嶋密（政治家、遠州中泉奉行、日本近代郵便の父）